# پناهندگان سودان

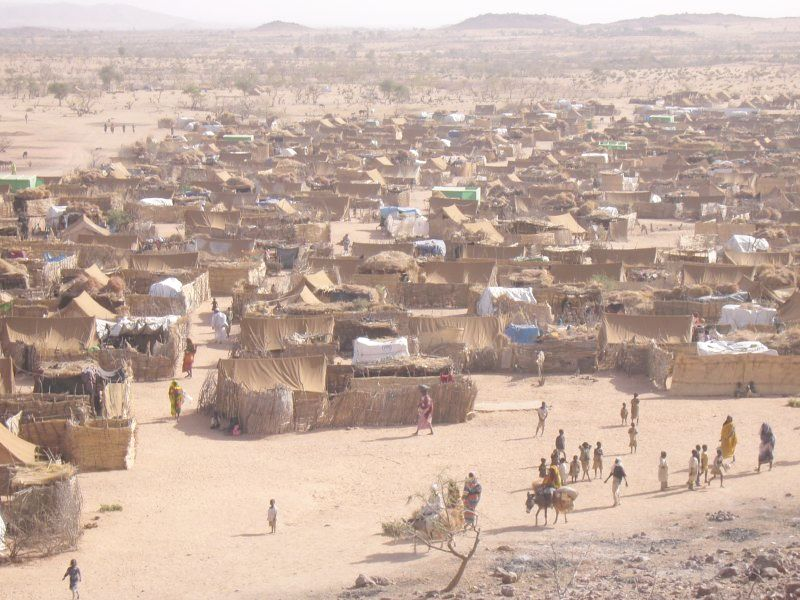
کمپ پناهندگان دارفور در چاد

پناهندگان سودان (انگلیسی: Refugees of Sudan) شهروندان سودانی هستند که خواهان پناهجویی در کشورهای خارجی هستند. در سالهای اخیر، سودان، مواجه با منازعات و جنگ‌های داخلی و از جمله تغییرات زیست‌محیطی یعنی بیابان زایی بوده‌است.

## عوامل پناهندگی
علت پناهنده شدن به خارج نه تنها در خشونت و قحطی، بلکه به دلیل مهاجرت اجباری تعداد زیادی از جمعیت سودان، هم در داخل و هم به خارج از مرزهای کشور بوده‌است. با توجه به گستردگی جغرافیایی سودان و تنش‌ها و درگیری‌های منطقه ای و قومی آن، بسیاری از مهاجرت‌های اجباری در داخل سودان صورت گرفته‌است. با این حال برغم رنجهایی که پناهجویان سودانی با آن مواجه‌اند، مشکلات اقتصادی و تأمین نیازهای پایه ای زندگی خود و خانواده‌شان آنها را نیازمند جلای وطن کرده‌است.

## افراد بی‌خانمان داخلی
بر اساس برآورد کمیساریای عالی پناهندگان سودان قریب به ۳٫۲ میلیون بی‌خانمان شده در داخل کشور دارد، علاوه براینکه ۷۸٬۰۰۰ نفر دیگر در موقعیت‌های مشابه به سر می‌برند. بنابر برآورد ابتدای سال ۲۰۱۳ قریب به ۳۰۰ هزار نفر به دلیل درگیری‌های قومی در سودان بی خانمان شده‌اند. ادامه ناامنی، همراه با محدودیت‌های دولتی برای دریافت حمایت‌های بشردوستانه در منطقه دارفور، سودان جنوبی و کشورهای ساحل رود نیل، مانع از فعالیت‌های کمیساریای عالی پناهندگان سازمان ملل در این سرزمین شده‌است. به لحاظ تاریخی، برنامه کمک به پناهندگان در سودان براساس تعریف یک پناهنده به کسی که از مرز بین‌المللی عبور کرده‌است اطلاق می‌شود، این تعریف به‌طور فزاینده ای در سراسر جهان و به ویژه در سودان عمومیت دارد، زیرا تعداد افراد آواره داخلی بیش از تعداد پناهندگان در سودان می‌باشد.

## سودان جنوبی
کمیساریای عالی پناهندگان در گزارش ۱۶ آوریل ۲۰۱۷ در مورد وضعیت سودان جنوبی هشدار می‌دهد. سودان جنوبی با ۱٫۶ میلیون نفر دررده سوم بیشترین تعداد فرستنده پناه‌جو، پس از سوریه و افغانستان قرار دارد. از آغاز سال جدید میلادی ۸۵٫۰۰۰ تن از این کشور درگیرِ جنگ داخلی گریخته‌اند.
قحطی و درگیری‌های خشونت‌آمیز در سودان جنوبی سریعترین بحران پناهندگان رو به رشد را در این منطقه به‌وجود آورده‌است.